# Будинок зі знижкою
«Будинок зі знижкою» (фр. La maison du bonheur) — фільм 2006 року.

## Зміст
Шарль усе життя був надмірно ощадливий. Він улаштував своїй дружині скандал через придбаний подарунок на їхню річницю. Та він вирішив виправитися. Його замучила совість і Шарль вирішує подарувати коханій красивий будинок. Та натуру виправити так швидко дуже складно, тому він вирішує заощадити на будівництві і наймає незрозумілу бригаду робітників. У підсумку Шарль заліз у борги, а його дружина пішла. Шарль дійсно змінюється і вирішує повернути Анну назад.